# Sfântul Teodosie
Sfântul Teodosie sau Teodosie Cenobiarhul (n. 424 d.Hr., Cappadocia, Regiunea Anatolia Centrală, Turcia – d. 11 ianuarie 529 d.Hr., Palestina, Iordania) a fost un călugăr din Capadocia, întemeietorul vieții monastice de obște, adică în comunități monahale (mănăstiri), spre deosebire de varianta monahală anahoretă, adică de unul singur (practicată de exemplu de stâlpnici).

## Galerie de imagini

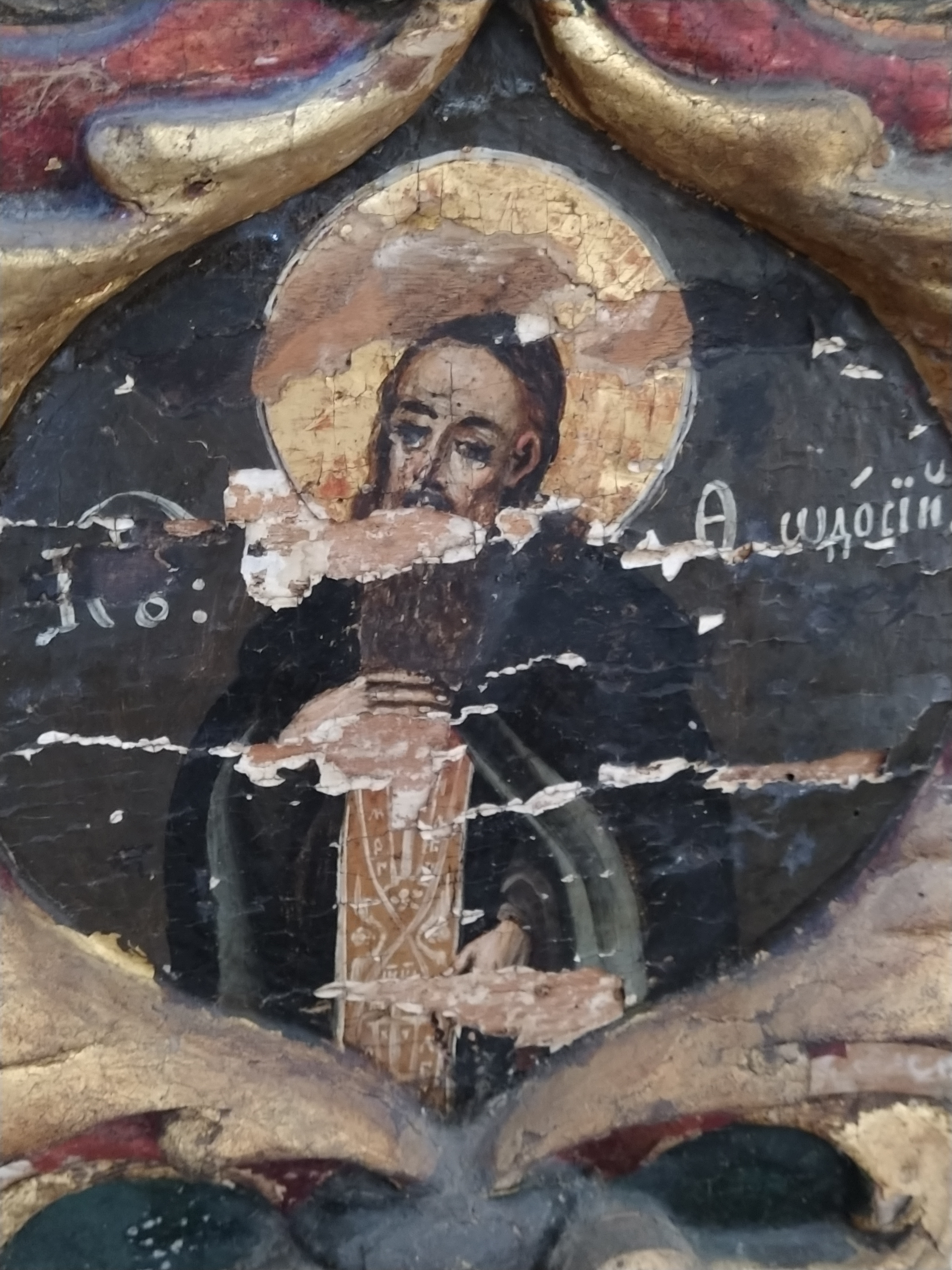
Sfântul Teodosie, iconostasul Catedralei Sfânta Treime din Blaj (secolul al XVIII-lea)